# Fritz Ernst (Historiker)
Fritz Ernst (* 30. Oktober 1905 in Stuttgart; † 21. Dezember 1963 in Heidelberg) war ein deutscher Historiker.
Fritz Ernst war Sohn des Landeshistorikers Viktor Ernst. 1923 legte er das Abitur ab. Er studierte Geschichte, Anglistik und Germanistik an der Universität Tübingen. Wie sein Vater wurde er dort 1923 Mitglied der Studentenverbindung AG Rothenburg. 1894 legte er für drei Semester (vom Wintersemester 1924/25 bis Wintersemester 1925/26) ging er an die Berliner Universität. Im Winter 1926/27 folgte ein Aufenthalt in England. 1929 schloss Ernst sein Studium bei Johannes Haller mit einer Promotion ab. In seiner Dissertation beschäftigte er sich mit der wirtschaftlichen Ausstattung der Tübinger Universität. 1929/1930 arbeitete er als Lehrer an einer deutschen Schule in Buenos Aires. Seine Habilitation erfolgte 1932 in Tübingen über Eberhart im Bart, den ersten Herzog von Württemberg. Seit Wintersemester 1935/36 hatte Ernst Vertretungen in Erlangen, Kiel, Würzburg und im Sommersemester 1937 in Heidelberg.
Im Jahr 1937 wurde er Nachfolger auf dem Heidelberger Lehrstuhl, den zuvor drei Semester Günther Franz und davor Jahrzehnte Karl Hampe innehatte. In Heidelberg lehrte er bis zu seinem Tod 1963 mittelalterliche Geschichte. 1938 lehnte er einen Ruf nach Hamburg auf den damals einzigen deutschen Lehrstuhl für Kolonial- und Überseegeschichte ab. Ernst war 1933 in Tübingen der SA beigetreten, hatte sich aber gegen einen Beitritt zur NSDAP erfolgreich gewehrt, was ihm bei der Entnazifizierung 1946 zugutekam. Akademische Schüler von Ernst waren Gunther Wolf, Fritz Trautz, Karl Ferdinand Werner und Peter Moraw. 1944 wurde Ernst ordentliches Mitglied der Heidelberger Akademie der Wissenschaften. 1957 hielt er bei der 500-Jahr-Feier des württembergischen Landtages die Festrede. Von 1961 bis 1963 war Ernst Rektor der Universität Heidelberg. Dort war er auch von 1938 bis 1963 Direktor des Instituts für Fränkisch-Pfälzische Geschichte und Landeskunde.
Von Ernst wurde seit 1938 die Zeitschrift Die Welt als Geschichte mit herausgegeben. Ernst gab den Anstoß für eine Neubearbeitung von Gebhardts Handbuch der deutschen Geschichte, in deren erstem Band er selbst Das Reich der Ottonen im 10. Jahrhundert (1954) darstellte.

## Schriften (Auswahl)
Eine vollständige Bibliographie seiner Schriften findet sich in: Fritz Ernst 1905–1963. Mit einem Schriftenverzeichnis und einem Verzeichnis der von Ernst angeregten Habilitationsschriften und Dissertationen. 2 Gedenkreden gehalten von Ahasver von Brandt und Karl Engisch. Bearbeitet von Peter Moraw, Kohlhammer, Stuttgart 1964, S. 23–27.
Monographien
- Die Deutschen und ihre jüngste Geschichte. Beobachtungen und Bemerkungen zum deutschen Schicksal der letzten 50 Jahre (1911–1961). 3. Auflage. Kohlhammer, Stuttgart 1966.
- England und Indien. Zur Geschichte ihrer Beziehungen. Kohlhammer, Stuttgart 1939.
- Eberhard im Bart. Die Politik eines deutschen Landesherrn am Ende des Mittelalters. Kohlhammer, Stuttgart 1933.
- Die wirtschaftliche Ausstattung der Universität Tübingen in ihren ersten Jahrzehnten (1477–1534). Kohlhammer, Stuttgart 1929.

Aufsatzsammlung
- Gunther G. Wolf (Hrsg.): Gesammelte Schriften (= Die Welt als Geschichte. N.F. 1.1985). Hermes Verlag, Heidelberg 1985, ISBN 3-89266-005-0.

Autobiographie
- Im Schatten des Diktators. Rückblick eines Heidelberger Historikers auf die NS-Zeit. Herausgegeben, eingeleitet, erläutert und mit einem Quellenanhang versehen von Diethard Aschoff. Manutius-Verlag, Heidelberg 1996.